# 中國歷代文人並稱
中國歷代文人好品題，樹立門戶，明朝品題尤多，為歷朝之冠。明朝文士好名，吳偉業與錢謙益常有意氣之爭，吳偉業稱：“吾郡自西铭先生以教化兴起，云间夏彝仲、陈卧子从而和之，两郡之文遂称述于天下。”

## 春秋戰國
春秋戰國時期共七組
- 孔門十哲：德行—顏淵、閔子騫、冉伯牛、仲弓；言語—宰我、子貢；政事—冉有、子路；文學—子游、子夏
- 儒家五聖：孔子（至聖）、顏淵（復聖）、曾子（宗聖）、子思（述聖）、孟子（亞聖）
- 孔孟：孔子、孟子
- 老莊：老子、莊子
- 屈宋：屈原、宋玉
- 戰國四公子：齊國孟尝君、趙國平原君、楚國春申君、魏國信陵君
- 先秦七子：孔子﹑孟子﹑荀子﹑莊子﹑老子﹑韓非子﹑墨子

## 两汉
两汉共十三組
- 二戴：戴德、戴聖
- 二仲：羊仲、裘仲
- 班马：西汉史学家、文学家司马迁和东汉史学家文学家班固
- 崔杜：东汉书法家崔瑗、杜操
- 扬马：汉朝辞赋家扬雄、司马相如
- 枚马：枚乘、司马相如
- 平輿二龍：許虔、許劭
- 两司马：史学家司马迁、辞赋家司马相如
- 二蘇：[5]蘇章、蘇不韋
- 商山四皓，簡稱四皓，隱士東園公、夏黃公、綺里季、甪里
- 漢賦四大家：司馬相如、張衡、班固、揚雄
- 三張：張陵、張衡、張魯
- 一龍：華歆（首）、邴原（腹）、管寧（尾）
- 雙珠：韋康、韋誕

## 三国魏晋南北朝
三国魏晋南北朝共五十六組
- 二蘇：[6]蘇亮、蘇綽
- 三曹：曹操、曹植、曹丕
- 四聰：夏侯玄、諸葛誕、鄧颺、田疇
- 三豫：劉熙、孫密、衛烈
- 鍾張：三國魏書法家鍾繇、张芝
- 鍾王：鍾繇、东晋书法家王羲之
- 曹王：曹植、王粲
- 王劉：王粲、劉楨
- 嵇阮：嵇康、阮籍
- 颜谢：南朝宋诗人颜延之、谢灵运
- 休鮑：[7]南朝宋诗人汤惠休、文学家鮑照
- 徐庾：南朝陈文学家徐陵、北周文学家庾信
- 阴何：[8]南朝文学家阴铿、何逊
- 羊薄：南朝书法家羊欣、薄绍之
- 顾陆：东晋画家顾恺之、南朝宋画家陆探微
- 温邢：北魏文学家温子升、北齐文学家邢邵
- 邢魏（大邢小魏）：[9]北齐文学家邢邵、魏收
- 二陆（二俊）：西晋文学家陆机、陆云兄弟
- 二王：東晋書法家王羲之、王献之父子
- 二潘：西晋文学家潘岳、潘尼
- 二妙：西晋书法家衛瓘、索靖
- 二應：應瑒、應璩兄弟
- 二葛：葛玄、葛洪
- 大小阮：阮籍、阮咸
- 大小謝：南朝宋诗人謝靈運、謝惠連
- 二謝：南朝宋诗人謝靈運、謝朓
- 三謝：南朝宋诗人謝靈運、謝惠連、謝朓
- 三謝：晋代书法家谢尚、谢奕、谢安
- 鮑謝：鮑照、謝靈運
- 江鮑：江淹、鮑照
- 沈鮑：沈約、鮑照
- 孙许：晋人孙绰、许询
- 潘陆（陸海潘江）：潘岳、陆机
- 陶谢：陶渊明、谢灵运
- 劉郭：劉琨、郭璞
- 聯璧：潘岳、夏侯湛
- 二絕：[10]顾野王、王褒
- 三筆六詩：刘孝仪、刘孝威
- 沈詩任筆：沈約、任昉
- 三祖：[11]曹操、曹丕、曹叡
- 北地三才：[12]溫子昇、邢邵、魏收
- 潯陽三隱：[13]陶渊明、周續之、劉遺民
- 三张：张载、张协、张亢
- 三賢：王融、謝朓、沈約
- 東海三何：何遜、何思澄、何子朗
- 史學三裴：裴松之、裴子野、裴駰
- 元嘉三大家：謝靈運、颜延之、鮑照
- 南湖三先生：鄭露、鄭莊、鄭淑
- 四裴：裴黎、裴子野、裴楷、裴绰
- 山澤四友：謝惠連、何長瑜、荀雍、羊濬之
- 四蕭：蕭衍、蕭統、蕭綱、蕭繹
- 敦煌五龍：索靖、泛衷、張甝、索紾、索永
- 建安七子：孔融、陳琳、王粲、徐幹、阮瑀、應瑒、劉楨
- 竹林七贤：嵇康、阮籍、山涛、向秀、阮咸、王戎、刘伶
- 竟陵八友：沈约、谢朓、王融、萧琛、范云、任昉、陆倕、萧衍
- 東吳八絕：嚴武、吳範、劉惇、趙達、皇象、曹不興、宋壽和鄭嫗
- 金谷二十四友：[14]石崇、欧阳建、潘岳、陆机、陆云、缪征、杜斌、挚虞、诸葛诠、王粹、杜育、邹捷、左思、崔基、劉瓌、和郁、周恢、牵秀、陈眕、郭彰、许猛、刘讷、刘舆、刘琨

## 唐代
唐代共六十組
- 陳杜：[15]陳子昂、杜審言
- 二包：[16]包何、包佶
- 三包：[17]包融、包何、包佶
- 王孟：王维、孟浩然
- 王韋：[18]王维、韋應物
- 高岑：[19]高适、岑参
- 大李杜：李白、杜甫
- 小李杜：李商隐、杜牧
- 老小杜：杜甫、杜牧
- 颜柳：颜真卿、柳公权
- 张王：张籍、王建
- 沈宋：[20]沈佺期、宋之問
- 韩孟：韩愈、孟郊
- 韓柳：韩愈、柳宗元
- 劉柳：[21]劉禹錫、柳宗元
- 劉白：劉禹錫、白居易
- 元白（元輕白俗）：元稹、白居易
- 温李：温庭筠、李商隐
- 钱郎：[22]钱起、郎士元
- 皮陆：皮日休、陆龟蒙
- 姚賈：姚合、贾岛
- 賈喻：賈島、喻鳧
- 苏贾：苏晋、贾曾
- 盧馬（盧奇馬怪）：盧仝、馬異
- 張王：[23]張籍、王建
- 二曹：[24]曹鄴、曹唐
- 郊岛（郊寒岛瘦）：孟郊、贾岛
- 韩马戴牛：韩滉、戴嵩
- 燕许大手笔：燕国公张说、许国公苏颋
- 二李：[25]李白、李賀
- 三李：李白、李賀、李商隱
- 三楊：[26]楊憑、楊凝、楊凌
- 三罗：罗隐、罗邺、罗虬
- 三俊：[27]李绅、李德裕、元稹
- 三舍人：[28]王涯、令狐楚、张仲素
- 邊塞三王：王昌齡、王之渙、王翰
- 河東三鳳：[29]薛收、薛元敬、薛德音
- 王氏三株樹：[30]王勔、王勮、王勃
- 駢文三十六體：李商隐、温庭筠、段成式
- 李杜韓白：[31]李白、杜甫、韩愈、白居易
- 韓孟元白：[32]韩愈、孟郊、元稹、白居易
- 王李高岑：[33]王维、李颀、高適、岑参
- 王孟韦柳：王维、孟浩然、韦应物、柳宗元
- 錢郎劉李：[34]钱起、郎士元、刘长卿、李嘉祐
- 初唐四傑：王勃、杨炯、卢照邻、骆宾王
- 初唐四家：歐陽詢、虞世南、薛稷、褚遂良
- 文章四友：杜审言、苏味道、李峤、崔融
- 吴中四士：[35]贺知章、包融、张若虚、张旭
- 九華四俊：張喬、许棠、張蠙、周繇
- 五竇：窦常、窦牟、窦群、窦庠、窦巩
- 六竇：窦叔向、窦常、窦牟、窦群、窦庠、窦巩
- 竹溪六逸：[36]李白、孔巢文、韓准、裴政、張叔明、陶沔
- 飲中八仙：李白、贺知章、李适之、李琎、崔宗之、苏晋、张旭、焦遂
- 香山九老：白居易、胡臬、吉皎、郑据、刘真、卢真、张浑、李元爽、如满
- 大历十才子：卢纶、吉中孚、韩翃、钱起、司空曙、苗发、崔峒、耿湋、夏侯审、李端
- 方外十友：陸馀慶、赵贞固、卢藏用、陈子昂、杜审言、宋之问、毕构、郭袭微、司马承祯、释怀一
- 咸通十哲：[37]许棠、喻坦之、任涛、温宪、郑谷、李昌符、张乔、周繇、张蠙、剧燕、吴罕、李栖远等十二人。
- 芳林十哲：[38]秦韬玉、郭薰、唐珣、吴商叟、沈云翔、林缮（林绚）、任江洎、李岩士、蔡铤等人。
- 唐太宗十八學士：杜如晦、房玄齡、于志寧、蘇世長、姚思廉、薛收、褚亮、陸德明、孔穎達、李玄道、李守素、虞世南、蔡允恭、顏相時、許敬宗、薛元敬、蓋文達、蘇勗
- 唐玄宗十八學士：張說、徐堅、賀知章、趙冬曦、馮朝隱、康子元、侯行果、韋述、敬會真、趙玄默、毋煚、呂向、咸廙業、李子釗、東方顥、陸去泰、餘欽、孫季良

## 五代十國
五代十國共五組
- 二徐：徐锴、徐铉
- 黄徐：后蜀画家黄筌、五代南唐画家徐熙
- 董巨：南唐画家董源、五代宋画家巨然
- 五代四大家：荊浩、關仝、董源、巨然
- 天策府十八學士：[39]李铎、潘玘、拓跋恒、李皋、李庄、徐收、彭继英、廖匡圖、徐仲雅、邓懿文、李松年、衛曮、彭继勋、萧铢、何仲举、孟玄晖、刘昭禹等十八人。

## 宋代
宋代共五十八組
- 晁張：晁補之、張耒
- 姜張：姜夔、張炎
- 楊劉：楊億、劉筠
- 蘇黃：[40]苏轼、黄庭坚
- 李郭：李成、郭熙
- 米薛：米芾、薛绍彭
- 文蘇：文同、蘇軾
- 蘇辛：蘇軾、辛棄疾
- 蘇梅：蘇舜欽、梅堯臣
- 蘇陸：[41]蘇軾、陸游
- 歐蘇：歐陽修、蘇軾
- 歐曾：歐陽修、曾鞏
- 歐梅：歐陽修、梅堯臣
- 晏歐：晏殊、歐陽修
- 周柳：周邦彦、柳永
- 李杜：李韶、杜范
- 尤楊：[42]尤袤、楊萬里
- 黃李：黃榦、李燔
- 真魏：真德秀、魏了翁
- 二宋：宋祁、宋庠
- 二劉：劉敞、劉攽
- 二程：程颢、程颐兄弟
- 二陸：陸九齡、陸九淵兄弟
- 二姚：[43]姚兕、姚麟
- 二戴：戴述、戴迅
- 二觀：王觀、秦觀
- 二仲：韩燮、韩境
- 二李：[44]李楠、李榑
- 二蘇：[45]蘇軾、蘇轍
- 二蘇：[46]蘇軾、蘇舜欽
- 三擘：欧阳修、王安石、苏轼
- 三蘇：蘇洵、蘇軾、蘇轍
- 詞壇雙璧：張元幹、張孝祥
- 濟南二安：李清照（號易安）、辛棄疾（字幼安）
- 江左二寶：[47]胡伸、汪藻
- 北宋二林：林敏功、林敏修
- 三冷：冷世光、冷世修、冷世南
- 北宋三大家：畫家董源、李成、范宽
- 閩中三君子：鄭思肖、謝翱、丘葵
- 東南三賢：朱熹、呂祖謙、張栻
- 英德三賢：鄭俠、唐介、洪皓
- 龙眠三李：李公麟、李亮工、李元中
- 江西詩派三宗：黄庭坚、陈师道、陈与义
- 宋四名家：[48]蘇軾、黃庭堅、范成大、陆游
- 永嘉四靈：翁卷、徐璣、徐照、趙師秀
- 北宋四大書法家：黃庭堅、蔡襄、蘇軾、米芾
- 北宋四大家：王安石、歐陽修、蘇軾、黃庭堅
- 蘇門四學士：黄庭坚、秦观、晁补之、张耒
- 海濱四先生：鄭穆、周希孟、陳襄、陳烈
- 閩學四賢：楊時、朱熹、李侗、羅從彥
- 南宋四家：畫院畫家李唐、劉松年、馬遠、夏圭
- 南宋四大家：杨万里、尤袤、范成大、陆游
- 豫章四洪：[49]洪朋﹑洪刍﹑洪炎﹑洪羽
- 甬上淳熙四先生: 舒璘、杨简、袁燮、沈焕
- 四傑：[50]欧阳食、欧阳弈、欧阳弁、欧阳彝
- 尤蕭範陸: 尤袤、蕭德藻、范成大、陸游
- 北宋五子：周敦颐、程颢、程颐、张载、邵雍
- 杜氏五高（金华五高）：[51]南宋杜旟、杜旃、杜斿、杜旞、杜旍五兄弟
- 蘇門六君子：黄庭坚、秦观、晁补之、张耒、陈师道、李廌
- 南宋六君子：楊宏中、林仲麟、徐範、張行、蔣傅、周端朝
- 洛中八俊：[52]陳與義、朱敦儒、富直柔等八位文人
- 永嘉九先生：[53]周行己、许景衡、刘安节、刘安上、戴述、赵霄、张辉、沈躬行、蒋元中

## 遼、金
- 三邊：邊元鼎、邊元勳、邊元恕

## 元代
元代共八組
- 刘卢：刘因、卢挚
- 姚卢：姚燧、卢挚
- 元初吴中三才子：郭鱗孙、袁易、龚瑜
- 元四家：
  - 其一：黃公望、吴镇、倪瓒、王蒙（元末四大家）
  - 其二：[54]趙孟頫、吳鎮、黃公望、王蒙
- 儒林四傑：[55]柳貫、黃溍、虞集、揭傒斯
- 元诗四大家：[56]虞集、杨载、范梈、揭傒斯
- 元曲四大家：关汉卿、马致远、白朴、郑光祖

## 明代
明代約百組
- 明代三大才子：解縉、楊慎、徐渭
- 汪王：汪道昆、王世貞
- 王李：[57]王世贞、李攀龙
- 高顾：明东林党领袖高攀龙、顾宪成
- 會稽二肅：[58]唐肅、謝肅
- 雲間二韓：[59]顧斗英（字仲韓）、莫是龍（字廷韓）
- 雲間二沈：[60]沈度、沈粲
- 貴池二妙：吳次尾、劉伯宗
- 江上二沈：沈昆銅、沈壽民
- 婁東二張：张溥、张采
- 山陰二朗：朱士稚、張宗觀
- 嘉禾二王：王鏞、王鈞
- 山陰二王：王誼、王擇
- 吳興二唐：唐率、唐廣
- 海虞二馮：冯班、冯舒
- 晉安二徐：徐熥、徐火勃
- 二朱：朱應登、朱子價
- 魯藩二宗室：朱健根、朱觀熰
- 二袁：袁臨、袁賁
- 二毕：毕懋良、毕懋康
- 兩司馬：王世貞、汪道昆
- 武原雙丁：丁嗣徵、丁裔沆
- 武原二仲：吳蕃昌、彭孙贻
- 崇安二藍：蓝仁、蓝智
- 雙壁：沈瑋、沈琛
- 詩壇盟主：曹學佺、徐興公
- 北邢南董：明末書法家邢侗、董其昌
- 南董北米：明末書法家董其昌、米萬鍾
- 南陈北崔：明末画家陈洪绶、崔子忠
- 三杨：明代大学士杨士奇、杨荣、杨溥
- 三宋：宋克、宋广、宋璲
- 三張：張鳳翼、張燕翼、張獻翼
- 鼎足三家：曹學佺、謝肇淛、徐火勃
- 国初三张：[61]张以宁、张光弼、张仲简
- 海内三才：[62]李梦阳、何景明、王世贞
- 明初三大古文家：宋濂、劉基、方孝孺
- 江左三大家：錢謙益、吳偉業、龔鼎孳
- 台州三學：張穀（古學）、方孝孺（正學）、王叔英（靜學）
- 吳中三高士：[63]朱用纯、徐枋、杨无咎
- 婁東三鳳：陸容、張泰、陸釴
- 金陵三俊：[64]陳沂、顧璘、王韋
- 楚中三才：童承敍、張治、廖道南
- 羅氏三鳳：罗钦顺、罗钦忠、罗钦德
- 練川三老：[65]唐時升、婁堅、程嘉燧
- 吳下三高：[66]朱白民、王芥庵、趙宦光
- 吳下三馮：馮夢龍、馮夢桂、馮夢熊
- 嘉靖三家：歸有光、王慎中、唐順之
- 東湖三子：[67]趙煥、吳易、史玄
- 餘杭三嚴：嚴調御、嚴武順、嚴敕
- 公安三袁：袁宗道、袁宏道、袁中道
- 雲間三徐：徐孚遠、徐鳳彩、徐致遠（《華亭志》）
- 雲間三子：陳子龍，李雯、宋徵輿
- 沈氏三鳳：[68]沈琉、沈琦、沈啕
- 江東三才子：[69]顧璘、劉麟、徐禎卿
- 浙派三大家：戴進、吳偉、藍瑛
- 東海三司馬：[70]范欽、張時徹、屠大山
- 嶺南前三傑：鄺露、黎遂球、陳邦彥
- 三甫：[71]余曰德、张佳胤、張九一
- 明代三大书家，又称吴中三才子，祝允明、文徵明、王宠
- 畿南三才子：[72]申涵光、殷岳、张盖
- 翰林三直：[73]罗洪先、唐顺之、赵时春
- 纸糊三阁老：万安、刘吉、刘翊
- 竹刻三朱：朱鹤、朱缨、朱稚征
- 聖教三柱石：徐光啟、李之藻、楊廷筠
- 四甫：余曰德、张佳胤、張九一、魏裳
- 明四家：沈周、唐寅、文徵明、仇英
- 皇甫四傑：皇甫沖、皇甫涍、皇甫汸、皇甫濂
- 吳中四傑，又稱明初四傑：[74]杨基、高启、张羽、徐贲
- 廣中四傑：[75]孫蕡、王佐、黃哲、李德
- 江北四子：景暘、赵鹤、蒋山卿、朱应登
- 吳中四才子：祝允明、唐寅、文徵明、徐祯卿
- 明州四傑：朱應龍、沈明臣、葉太叔、盧澐
- 苕溪四子：茅維、臧懋循、吳稼竳、吳夢暘
- 錫山四友：[76]施漸、王懋明、姚咨、華察
- 南州四子：[77]劉斯陛、李奇、鄧履中、余正垣
- 青溪四子：[78]高近思、馬承道、金子坤、金子有
- 程門四先生：呂大臨、游酢、楊時、謝良佐
- 嘉定四先生：[79]程嘉燧、李流芳、婁堅、唐時升
- 江東（或稱金陵）四大家：陳沂、顧璘、王韋、朱應登
- 臨川四才子：陳際泰、羅萬藻、章世純、艾南英
- 晚明四家：邢侗、張瑞圖、董其昌、米萬鍾
- 明季四公子：侯方域、陳貞慧、方以智、冒襄
- 太仓四君子：陆世仪、江士韶、陈瑚、盛敬
- 苕溪五隱：[80]孫一元、劉麟、吳琉、陸昆、龍霓
- 湖南五隱：[81]孫一元、劉麟、吳琉、施侃、龍霓
- 四明五老：[82]王珩、蔣璇、顧文、薛朋龜、汪思溫
- 四明八老：高閌、蔣璿、顧文、汪思溫、吳秉信、王次翁、徐彥老、陳先
- 北田五子：何絳、陶璜、梁槤、陳恭尹、何衡〔《廣東詩粹》〕
- 東南五才子：王洪、解縉、王偁、王璡、王達〔《靜志居詩話》〕
- 南園五先生，又稱南園前五先生：孫蕡、王佐、趙介、李德、黃哲
- 南園後五先生：歐大任、黎民表、梁有譽、李時行、吳旦
- 前五子：李攀龍、徐中行、梁有譽、吳國倫、宗臣
- 後五子：張佳胤、余日德、張九一、汪道昆、魏裳
- 廣五子：盧枏、歐大任、俞允文、吳維嶽、李先芳
- 續五子：黎民表、石星、王道行、朱多煃、趙用賢
- 末五子：李維禎、胡應麟、屠龍、魏允中、趙用賢
- 曇花五子：[83]杜喬林、杜十遠、張鼐、李凌雲、莫天洪
- 六尚书：尹曼、殷谦、周洪谟、张鹏、张荃、刘昭
- 六君子：楊漣、左光斗、魏大中、周朝瑞、袁化中、顧大章
- 幾社六子，或稱雲間六子：[84]夏允彝、周立勳、彭賓、徐孚遠、陳子龍、杜麟徵
- 楊門六學士：[85]張含、楊士雲、王廷表、胡廷祿、李元陽、唐錡
- 楊門七子：[86]張含、楊士雲、王廷表、胡廷祿、李元陽、唐錡 、吳懋
- 七才子：
  - 前七子：李梦阳、何景明、徐祯卿、边贡、康海、王廷相、王九思
  - 後七子：李攀龍、王世貞、謝榛、宗臣、梁有譽、徐中行、吳國倫
- 東林七君子：高攀龍、周順昌、周起元、繆昌期、李應昇、周宗建、黃尊素
- 青門七子：[87]朱惟㸌、朱惟焢、朱懷𡋧、朱懷𡈾、朱懷䨈、朱誼瀄、朱誼㳆
- 金陵八家：龔賢、樊圻、高岑、鄒吉、吳宏、葉欣、胡造、謝蓀
- 嘉靖八才子：[88]王慎中、唐順之、陳束、趙時春、熊過、任瀚、李開先、呂高
- 西湖八社：[89]祝时泰、高应冕、方九叙、童汉臣、刘子伯、王寅、沈仕等七人
- 明初十才子：张羽、杨基、高启、徐贲、王行、杜寅、张适、梁时、浦源、方彝、钱复
- 弘治十才子：[90]李梦阳、何景明、徐祯卿、边贡、朱应登、顧璘、陈沂、郑善夫、康海、王九思；此即前七子排除王廷相，再加上顧璘、朱應登、陳沂、鄭善夫等四人。
- 閩中十才子：林鴻、鄭定、王褒、唐泰、高棅、王恭、陳亮、王偁、周玄、黃玄
- 景泰十才子：劉溥、湯胤勣、蘇平、蘇正、沈愚、王淮、晏鐸、鄒亮、蔣忠、王貞慶
- 廣陵十先生：儲巏、王軏、景暘、趙鶴、朱應登、蔣山卿、曾銑、朱曰藩、宗臣、桑喬〔《靜志居詩話》〕
- 太倉十子：周肇、黃與堅、王揆、許旭、王撰、王昊、王揆、王曜升、顧湄、王攄，也稱“婁東十子”。
- 越中十子：徐渭、沈炼、陈鹤、杨珂、朱公节、钱椴、诸大绶、萧勉、柳文、吕光升
- 北郭十友：[91]李夢陽、何景明、徐禎卿、邊貢、朱應登、顧璘、陳沂、鄭善夫、康海、王九思，亦稱十才子。
- 碧山十老：秦旭、李庶、陈履、陆勉、高直、黄禄、杨理、陈公懋、施廉、潘绪
- 東莊十友：吳爟、文徵明、吳奕、蔡羽、錢同慶、陳淳、湯珍、王守、王寵、張靈〔《靜志居詩話》〕
- 西泠十子，一作西陵十子：[92]陸圻、柴紹炳、沈謙、陳廷會、毛先舒、孫治、張綱孫、丁澎、虞黃昊、吳百朋
- 燕台十子：杜麟徵、米寿都、陈肇公、杨廷枢、罗万藻、艾南英、章世纯、朱健、朱薇、张采、宋存楠等。燕台十子之盟後期的總人數達二十餘人。
- 南國十二子：陳子壯、陳子升、歐必元、黎遂球、歐主遇、區懷瑞、區懷年、黃聖年、黃季恆、陳邦彥、張家玉、梁朝鐘
- 浙江十四子：《彭姥詩蒐》僅列出邵景堯、楊守勤二人
- 黄山十六子：王寅、陈有守、郑玄抚、程诰、程应轸、江瑾、江珍、汪瑷、王尚德、方大治、方霓、方弘静、郑铣、郑懋坊、郑默
- 四十子：皇甫汸、莫如忠、许邦才、周天球、沈朋臣、王祖嫡、刘凤、张凤翼、朱多煃、顾孟林、殷都穆、文熙、刘黄裳、张献翼、王穉登、王叔承、周弘禴、沈思孝、魏允贞、喻均、邹迪光、余翔、张元凯、张凤鸣、邢侗、邹观光、曹昌先、徐益孙、瞿汝稷、顾绍芳、朱日封、王延绶、徐桂、王伯笛、王衡、汪道贯、华善继、张九一、梅鼎祚、吴稼登
- 南都四君子：[93]胡世寧、李承勛、魏校、余祐善
- 息林十二子：柯夏卿、王居敬等

## 清代
清代共六十余組
- 二戴：[94]戴本孝、戴迻孝
- 二朱：朱素臣、朱佐朝
- 二朱：[95]朱笈、朱靑
- 二朱：朱筠、朱胙
- 二汪：[96]汪懋麟、汪楫
- 二居：居巢、居廉
- 二洪：洪頤煊、洪震煊
- 王李：[97] 王星諴、李慈銘
- 雙張：張廷濟、張燕昌
- 鈕張：鈕少雅、張大復
- 康梁：康有为、梁启超
- 汤戴：汤昭汾、戴熙
- 洪黃：洪亮吉、黃景仁
- 洪孫：洪亮吉、孫星衍
- 洪張：洪亮吉、張問陶
- 南沈北郭：沈荃、郭棻
- 南洪京孔：戏曲作家洪升、戏作家孔尚任
- 南施北宋：[98]施闰章、宋琬
- 南袁北紀：袁枚、紀昀
- 二石：石裕、石涛
- 二堂：焦循號理堂，江藩號鄭堂
- 大小宋：宋征舆、宋征璧
- 山陰二朗：朱士稚（朗詣）、張宗觀（朗屋）
- 冰輪二陸：[99]陸嘉淑、陸宏定
- 江右兩名士：蔣士銓、彭元瑞
- 揚州二馬：[100]馬曰琯、馬曰璐
- 南北二丁：丁拱辰、丁守存
- 秀州二年：[101]李斯年、李良年兄弟
- 浙东二蛰：陈虬、汤寿潜
- 嘉兴二李：李富孙、李遇孙
- 曹氏二妙：曹树趣、曹树珊
- 詞林二難：李宣龔、李宣倜
- 呈貢二孫：孙清元、孙清士
- 保山二袁：袁文典、袁文摆
- 社中二眉：吳庠、蔡芝眉
- 二陳：清代篆刻家陈鸿寿、陈豫钟
- 三朱：[102]清代画家朱青上、朱素人、朱野云
- 三梁：梁清标、梁清宽、梁清远
- 三洪：洪坤煊、洪頤煊、洪震煊
- 江西三山：宋之盛、谢文洊、魏禧
- 吳中三鐵：錢厓（瘦鐵）、吳昌碩（苦鐵）、王大炘（冰鐵）
- 關中三李：李二曲、李因篤、李柏
- 盐桥三丁：[103]丁澎、丁景鸿、丁潆
- 余杭三严：严调御、严武顺、严敕
- 新繁三费：费密与其子费锡琮、费锡璜
- 丹稜三彭：彭端淑、彭肇洙、彭遵泗
- 三任：画家任熊、任熏、任颐
- 三魏：清散文家魏祥、魏禧、魏禮兄弟
- 嶺南三子：張錦芬、胡亦常、馮敏昌
- 剑川三子：罗宿、杨致中、张鸿举
- 龙湖三子：朱奕替、罗期恩、陈履和
- 湖州三炳：[104]沈炳震、沈炳巽、沈炳谦三兄弟
- 嶺南三家，又稱嶺南三大家、嶺南三君：屈大均、陳恭尹、梁佩蘭
- 清初三大家：侯方域、魏禧、汪琬
- 清初三先生：黃宗羲、顧炎武、王夫之
- 京师三大家：王铎、薛所蕴、刘正宗
- 江右三大家，又稱乾隆三大家：戏曲家蒋士铨、文学家袁枚、诗人赵翼
- 江左三大家：吴梅村、錢謙益、龔鼎孳
- 江左三凤凰：[105]陈维崧、吴兆骞、彭师度
- 遼東三老：[106]李锴、戴亨、陈景元、马长海
- 雲間三宋：[107]宋存标、宋征舆、宋征璧
- 桐城三祖：方苞、劉大櫆、姚鼐
- 南浔三先生：邢典、施国祁、杨凤苞
- 通州三范：通州文学家范当世、范钟、范锐兄弟
- 浙中三毛：毛先舒、毛奇龄、毛际可
- 談天三友：焦循、汪萊、李銳
- 铁瓮三子（亦称丹徒三子、京口三子）：吳庠、丁傳靖、葉玉森
- 海內三陳：陳衍、陳三立、陳曾壽
- 江南三布衣：朱彝尊、姜宸英、严绳孙
- 谏垣三直：[108]苏廷魁、陈庆镛、朱琦
- 浙西三李：清初诗人李绳远、李良年、李符兄弟
- 綿州三李：李鼎元、李調元、李驥元
- 合肥三怪（庐州三怪）：[109]王尚辰、徐子苓、朱景昭
- 沪上三熊：任熊、张熊、朱熊
- 郑氏三凤：郑凤仪、郑凤腾、郑凤书
- 即墨三仲：黄鸿中、杨仲玉、周仲恺
- 清末三大家：畫家任伯年、吳昌碩、趙之謙
- 東甌三傑：陈虬、宋恕、陈黻宸
- 京剧老生三杰：程长庚、余三胜、张二奎
- 四大：馮大木、趙大經、封大受、陳大誥
- 四明四子：[110]李暾、郑性、万承觔、谢绪章
- 毗陵四子：[111]邹祗谟、陈维崧、董以宁、黄永
- 西泠前四家：丁敬、蔣仁、黃易、奚岡
- 西泠後四家：陳豫鍾、陳鴻壽、趙之琛、錢松
- 四僧：原济（石涛）、朱耷（八大山人）、髡残（石溪）、渐江（弘仁）
- 四王：畫家王时敏、王鉴、王翬、王原祁
- 小四王：畫家王昱、王愫、王宸、王玖
- 後四王：畫家王三锡、王廷元、王廷周、王鳴韶
- 嶺南四家：畫家黎簡、張錦芬、黃丹書、呂堅
- 海阳四家：弘仁、查士标、汪之瑞、孙逸
- 孙、洪、黄、赵：[112]孙星衍、洪亮吉、黄景仁、趙懷玉
- 蕭山四文士（包、毛、沈、蔡）：[113]包秉德、毛奇齡、沈禹锡、蔡仲光
- 曾门四弟子：黎世昌、张裕钊、吴汝纶、薛福成
- 姚门四弟子：梅曾亮、管同、方东树、姚莹
- 晚清四大詞人：王鵬運、鄭文燁、朱祖謀、況周頤
- 四任：任熊、任薰、任颐、任预
- 滇南四家：朱庭珍、赵藩、陈荣昌、吴式钊
- 清季四公子：陳三立、丁惠康、吳保初、譚嗣同
- 清末四大藏書家：陸心源、瞿鏞、丁丙、楊紹和
- 五星：[114]周星詒、李慈銘、王星諴、周星譽、周星譼
- 江浙五不肖：[115]钱谦益、曹溶、吴伟业、龚鼎孳、陈之遴
- 南社五虎：龔易圖、林天齡、郭式昌、楊叔鐸、陳遹祺
- 南湖五子：[116]董剑鍔、林时对、周元初、高斗权、朱铁
- 五華五才子：戴纲孙、杨国翰、池生春、李于阳、戴淳
- 粤西五大（古文）家，[117]亦称岭西五大家，吕璜、王拯、朱琦、龙启瑞、彭昱务
- 北田五子：[118]何絳、陶璜、梁楗、陳恭尹、何衡
- 西冷五布衣：吴颖芳、丁敬、金农、魏之琇、奚冈
- 蕉園五子：[119]徐灿、柴静仪、朱柔则、林以宁、錢雲儀
- 清六家：王时敏、王鑑、王翚、王原祁、吴历、恽寿平
- 佳山堂六子：[120]吴农祥、王嗣槐、徐林鸿、吴任臣、毛奇龄、陈维崧
- 雪苑六子：侯方域、賈開宗、徐作肅、徐鄰唐、徐世琛、宋犖
- 桐川六子：沈槎、张方起、张超、孔自洙、朱萬錡、钱人诩
- 浙西六家：[121]朱彝尊、李良年、李符、沈皞日、沈岸登、龚翔麟
- 浙西六家：厉鹗、严遂成、钱载、王又曾、袁枚、吴锡麟
- 毗陵六逸：惲寿平、楊宗發、胡香吴、陈炼、唐恽宸、董大伦
- 肅（肅順）門六子：李樓、严咸、黄瀚仙、邓弥之、邓保之、王某（佚名）
- 戊戌六君子：譚嗣同、林旭、楊深秀、劉光第、康廣仁、楊銳
- 樞廷四諫官：陳寶琛、張之洞、寶廷、張佩綸
- 髻山七隱：[122]宋之盛、吴一圣、查天球、查小苏、余睥、夏伟、周长孺
- 清代詞界前七家：[123]宋徵輿、钱芳标、顾贞观、王士禎、沈豐垣、彭孫遹、納蘭性德
- 清代詞界後七家：张惠言、周济、龚自珍、项鸿祥、许宗衡、蒋春霖、蒋敦复
- 吳中七子：王昶、王鳴盛、吳泰來、錢大昕、趙升之、曹仁虎、王文蓮
- 燕台七子：[124]宋琬、施闰章、赵宾、严沆、丁澎、张文光、陈祚明
- 嶺南七子：梁佩兰、程可则、陈恭尹、王邦畿、方殿元、方远、方朝
- 毗陵七子：[125]洪亮吉、孙星衍、赵怀玉、黄景仁、杨伦、吕星垣、徐书受
- 毗陵后七子：吴颉鸿、庄缙度、赵申嘉、陆容、徐廷华、汪士进、周仪颢
- 蕉園七子：林以寧、柴靜儀、錢鳳綸、馮嫻、顧姒、張昊、毛媞
- 扬州八怪：鄭燮、汪士慎、李鱓、黄慎、金农、高翔、李方膺、罗聘
- 金陵八家：龚贤、樊圻、髙岑、鄒喆、吴宏、葉欣、胡慥、谢荪
- 乾嘉八大骈文家：[126]袁枚、邵齐焘、刘星炜、吴锡麟、曾燠、洪亮吉、孫星衍、孔广森
- 駢文後八家：[127]张惠言、乐钩、王昙、王衍梅、刘开、董祐诚、李兆洛、金应麟
- 海内八大诗家：[128]曹尔堪、宋琬、沈荃、施闰章、王士禄、王士祯、汪琬、程可则
- 西冷八大家（西泠前四家、西泠後四家）：丁敬、蒋仁、黄易、陈豫钟、陈鸿寿、赵之垛、钱松
- 柳洲八子，又称魏里八子：[129]钱继振、郁之章、魏学濂、吴亮中、魏学洙、魏学渠、曹尔堪、蒋玉立
- 易堂九子：清初文学家魏际瑞、魏禧、魏礼、彭士望、林时益、李腾蛟、丘维屏、彭任、曾灿
- 清代詞界前十家：[130]宋徵輿、钱芳标、顾贞观、王士禎、沈豐垣、彭孫遹、納蘭性德、李雯、沈謙、陈维崧
- 清代詞界後十家：龚自珍、张琦、许宗衡、姚燮、王锡振、张惠言、周保绪、项鸿祥、蒋春霖、蒋敦复
- 十子：[131]宋荦、王又旦、曹贞吉、叶封、田雯、谢重辉、林尧英（或作丁炜）、曹禾、汪懋麟、颜光敏
- 十三绝：
  - 京腔十三艺人：霍六、王三秃子、开泰、才官、沙四、赵五、虎张、恒大头、卢老、李老公、陈丑子、王顺、连喜
  - 京剧、昆腔十三艺人：程长庚、张胜奎、卢胜奎、杨月楼、谭鑫培、徐小香、梅巧玲、时福、余紫云、郝兰田、刘赶三、朱莲芬、杨鸣玉
- 江左十五子：王式丹、吴廷桢、宫鸿历、徐昂發、錢名世、张大受、管棆、吴士玉、顾鋼立、李必恆、蒋廷锡、缪沅、王圖炳、徐永宣、郭元釪

## 近現代
近現代共三十三組
- 江南七彦：胡翔冬、王伯沆、柳诒、黄侃、王易、汪东、汪辟疆
- 南雍雙柱：王伯沆、柳诒
- 北于南鄭：于右任、鄭孝胥
- 南張北溥：張大千、溥心畬
- 南張北齊：張大千、齐白石
- 南黃北李：黃侃、李亮工
- 東瓯三傑：陈虬、宋恕、陈黻宸
- 淮上三傑：[132]张雪抱、周实丹、周人菊
- 嵩山四友：徐世昌、赵尔巽、李经羲、张謇
- 清华四子：朱湘、饶孟侃、孫大雨、杨世恩
- 清華四大教授：梁啟超、陳寅恪、王國維、趙元任
- 八閩二才子：梁鴻志、黃秋岳
- 文壇三才女：林徽因、冰心、凌叔華
- 左聯五烈士：胡也頻、柔石、殷夫、馮鏗、李偉森
- 成都五老七賢：趙熙、顏楷、駱成驤、方旭、宋育仁、龐石帚、徐子休、林山腴、邵從恩、劉咸滎、尹昌齡、曾鑑、吳之英、盧子鶴、文龍等
- 七君子：沈鈞儒、章乃器、鄒韜奮、史良、李公朴、王造時、沙千里
- 國民黨四大書法家：谭延闿、胡汉民、吴稚晖、于右任
- 民國十大收藏家：張伯駒、王世襄、錢鏡塘、張大千、吳湖帆、龐萊臣、張叔馴、傅增湘、容庚、葉恭綽
- 甲骨四堂：羅振玉（雪堂）、董作賓（彥堂）、郭沫若（鼎堂）、王國維（觀堂）
- 嚴林：嚴復、林紓
- 章黃：章太炎、黃侃
- 东社十子：[133]王秋垞、周岐隐、周采泉、忻鲁存、潘文本、宋少芬、戴雪棹、孙兆梅、王荫亭、陈寥士
- 寒廬七子：袁寒雲、梁鴻志、黃秋岳、閔爾昌、易順鼎、步章五、何震彝
- 福州三大才女：廬隱、冰心、林徽因
- 史壇南北二陳：陳寅恪、陳垣
- 南饒北季：饒宗頤、季羨林
- 南饒北錢：饒宗頤、錢鍾書
- 南金北季：金性堯、季羨林
- 南蕭北遊：蕭嫺、遊壽
- 未名四老：季羨林、金克木、鄧廣銘、張中行
- 清華四劍客：季羨林、林庚、吳組緗、李長之
- 北大中文四老：林庚、吳組緗、王瑤、季鎮淮
- 九葉詩派：鄭敏、辛笛、曹辛之、唐祈、唐湜、陳敬容、袁可嘉、穆旦、徐遲、王佐良等十餘人

## 跨朝代
跨朝代共十一組
- 唐宋八大家：唐代韩愈、柳宗元，宋代欧阳修、蘇洵、苏轼、苏辙、王安石、曾巩
- 詞家三李：李白、李後主、李清照
- 明清八大家，又稱明清古文八大家：明代劉基、歸有光、王世貞，清代顧炎武、姚鼐、張惠言、龔自珍、曾國藩，是錢仲聯於2001年出版的《明清八大家文選叢書》中提出的新概念，意在繼承唐宋八大家，用八位散文家代表該兩朝的文學輝煌。
- 史學兩司馬：司馬遷、司馬光
- 楷书四大家：颜真卿、柳公权、欧阳询、赵孟頫
- 六朝三傑：顧愷之、張僧繇，陸探微
- 畫家四祖：顧愷之、張僧繇，陸探微、吳道子
- 陸王：陸九淵、王守仁
- 餘姚四賢：嚴子陵、王守仁、朱舜水、黃宗羲
- 一祖三宗：杜甫、黃庭堅、陳師道、陳與義
- 二十四孝：舜、劉恆、曾参、闵损、仲由、董永、郯子、江革、陆绩、唐夫人、吴猛、王祥、郭巨、杨香、朱寿昌、庾黔娄、老莱子、蔡顺、黄香、姜诗、王裒、丁兰、孟宗、黄庭坚

## 延伸阅读
[在维基数据编辑]
 《欽定古今圖書集成·明倫彙編·交誼典·品題部》，出自陈梦雷《古今圖書集成》